# Дассель
Дассель (нім. Dassel) — місто в Німеччині, розташоване в землі Нижня Саксонія. Входить до складу району Нортгайм.
Площа — 113,02 км2. Населення становить 9511 ос. (станом на 31 грудня 2021).

## Уродженці
- Карл Венігер (1899—1941) — німецький морський офіцер, капітан-цур-зее.